# Paul Mauriat (rugby à XV)
Pour les articles homonymes, voir Paul Mauriat et Mauriat.

a Compétitions nationales et continentales officielles uniquement.

b Matchs officiels uniquement.
Paul Mauriat, né le 27 mai 1887 à Neuville-sur-Saône et mort le 2 mai 1964 à Lyon, est un joueur français de rugby à XV ayant joué au FC Lyon section rugby dès 1903 ainsi qu'en équipe de France. Joueur polyvalent, il peut ainsi évoluer aux postes de talonneur, de pilier ou de deuxième ligne.

## Biographie

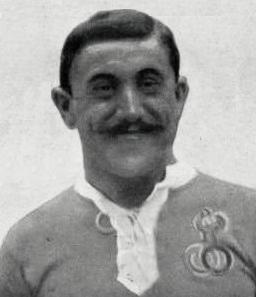
Paul Mauriat, capitaine en janvier 1912 face à l'Irlande.

### Vie privée
Paul François Mauriat naît le à 23h30 le 27 mai 1887 à Neuville-sur-Saône. Son père, Benoît Mauriat, est droguiste tandis que sa mère, Laposse Marie, est sans profession.
En dehors du rugby, il est agent de commerce.

### Carrière sportive
Paul Mauriat est le deuxième joueur de l'équipe de France en termes de sélections avant la première guerre mondiale avec 19 capes, juste derrière Marcel Communeau qui a 21 sélections. Joueur du FC Lyon dès 1903, il devient champion de France dans l'équipe des frères Bavozet en 1910 où le club lyonnais bat en finale le Stade bordelais sur le score de 13 à 8. Mauriat appartient au premier groupe français à remporter un match international, contre l'équipe d'Écosse en 1911.

## Palmarès
- Vainqueur du championnat de France en 1910.

## Statistiques en équipe nationale
- 19 sélections
- 5 points (1 essai, 1 transformation)
- Sélections par année : 1 en 1907, 2 en 1908, 2 en 1909, 4 en 1910, 4 en 1911, 2 en 1912 (et capitaine) et 4 en 1913.
- Quatre Tournois des Cinq Nations disputés de 1910 à 1913 inclusivement.

## Photos de presse

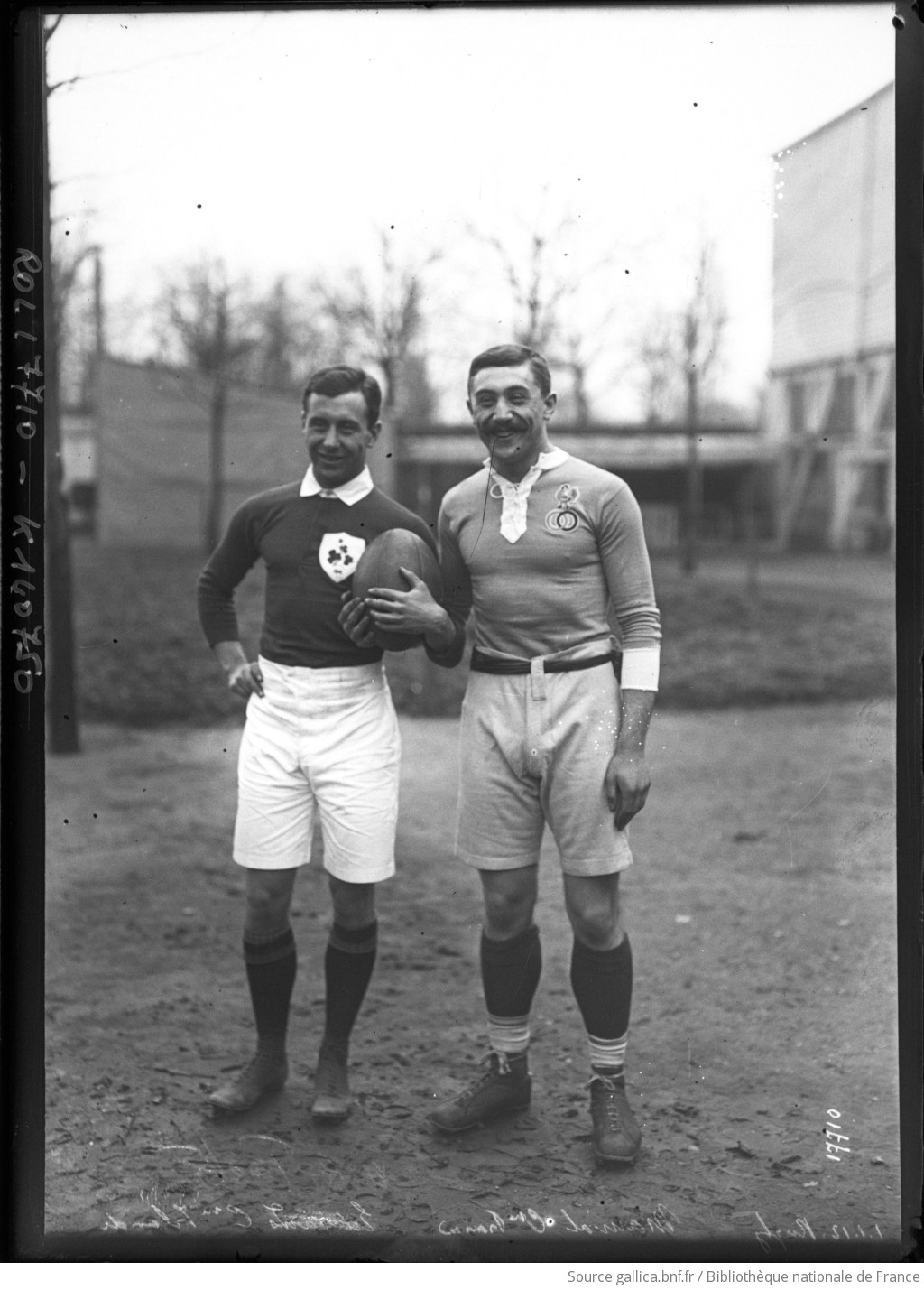
Les deux capitaines d'équipes irlandaise et française, William Victor Edwards et Paul Mauriat avant la rencontre du tournoi des 5 nations, au parc des princes a Paris, le 1er Janvier 1912.